# 新北市三峽區介壽國民小學
新北市三峽區介壽國民小學，是台灣新北市三峽區的一所創立於民國83年的市立國民小學。

## 校史
1988年，台北縣三峽鎮（今新北市三峽區）因北部第二高速公路開闢及臺北大學城之開發，有蓬勃發展之勢。所屬安溪、中正、介壽、礁溪各里為新興社區，人口急遽增加。縣政府為紓解安溪國小學區激增之學生，籌劃成立「介壽國民小學」，委請五寮國小校長徐鳳春及邱月英女士負責辦理校地徵收里。

## 歷任校長
1. 1994年8月1日首任校長李進財校長到任
2. 2002年8月1日張茂欣校長接任
3. 2006年8月1日李玉娟校長接任
4. 2012年2月1日邱芳僑主任接任代理校長
5. 2012年8月1日黃孟慧接任
6. 2020年8月1日林逸松接任